# انتقام‌جویان: عصر اولتران
انتقام‌جویان: عصر اولتران (به انگلیسی: The Avengers: Age of Ultron) نام فیلمی ابرقهرمانی محصول سال ۲۰۱۵، به کارگردانی و نویسندگی جاس ویدون است که مارول استودیوز تهیه‌کنندگی و استودیو سینمایی والت دیزنی توزیع آن را بر عهده داشتند. این فیلم بر پایهٔ کمیک‌های مارول کامیکس و مجموعه‌ای با همین نام ساخته شده و دنبالهٔ فیلم انتقام‌جویان (۲۰۱۲) است. عصر اولتران یازدهمین فیلم در دنیای سینمایی مارول است. رابرت داونی جونیور، کریس ایوانز، مارک رافلو، کریس همسورث، اسکارلت جوهانسون، جرمی رنر، کوبی اسمالدرز و ساموئل ال. جکسون همان نقش‌های خود در فیلم قبلی را تکرار کرده‌اند و جیمز اسپیدر، الیزابت اولسن، آرون تیلور-جانسون و توماس کرتشمن دیگر بازیگران این فیلم هستند. در انتقام‌جویان: عصر اولتران، انتقام‌جویان باید اولتران، موجودی که خود به دست بشر ساخته شده و کمر به نابودی بشریت بسته، را شکست دهند.
ساخت این فیلم در مه ۲۰۱۲ و پس از موفقیت فیلم اول اعلام شد. ویدون برای ساخت این فیلم مجدداً استخدام شد و تا آوریل ۲۰۱۳ فیلم‌نامهٔ اولیه را نوشت. بعد از آن انتخاب بازیگران آغاز شد. فیلم‌برداری اولیه از فوریهٔ ۲۰۱۴ در آفریقای جنوبی آغاز شد و فیلم‌برداری اصلی از مارس تا اوت ۲۰۱۴ ادامه داشت. بیشتر صحنه‌های این فیلم در شپرتون استودیوز در ساری،انگلستان ضبط شد و ایتالیا، کره جنوبی و شهرهای دیگری از انگلستان، از لوکیشن‌های این فیلم بودند.
فرش قرمز این فیلم، ۱۳ آوریل ۲۰۱۵ در لس‌آنجلس برگزار شد. انتقام‌جویان: عصر اولتران ۱ مهٔ ۲۰۱۵ در آمریکای شمالی به صورت دوبعدی و سه‌بعدی آی‌مکس اکران شد. این فیلم نظرات مثبت منتقدان را در پی داشت و در گیشه با فروش ۱٫۴ میلیارد دلاری به چهارمین فیلم پرفروش ۲۰۱۵ ،چهارمین فیلم پرفروش ابرقهرمانی و دوازدهمین فیلم پرفروش تاریخ تبدیل شد. دو دنباله، انتقام‌جویان: جنگ ابدیت و 
انتقام‌جویان: پایان بازی به ترتیب در ۴ مهٔ ۲۰۱۸ و ۲۶ آوریل ۲۰۱۹ اکران شدند. این فیلم با فروشی که بدست آورد توانست فرنچایز مارول را از فرنچایز دنیای جادوگری جی کی رولینگ جلو بیندازد و مارول توانست داخل فروش گیشه برای یک فرنچایز در جهان اول شود .

## داستان فیلم

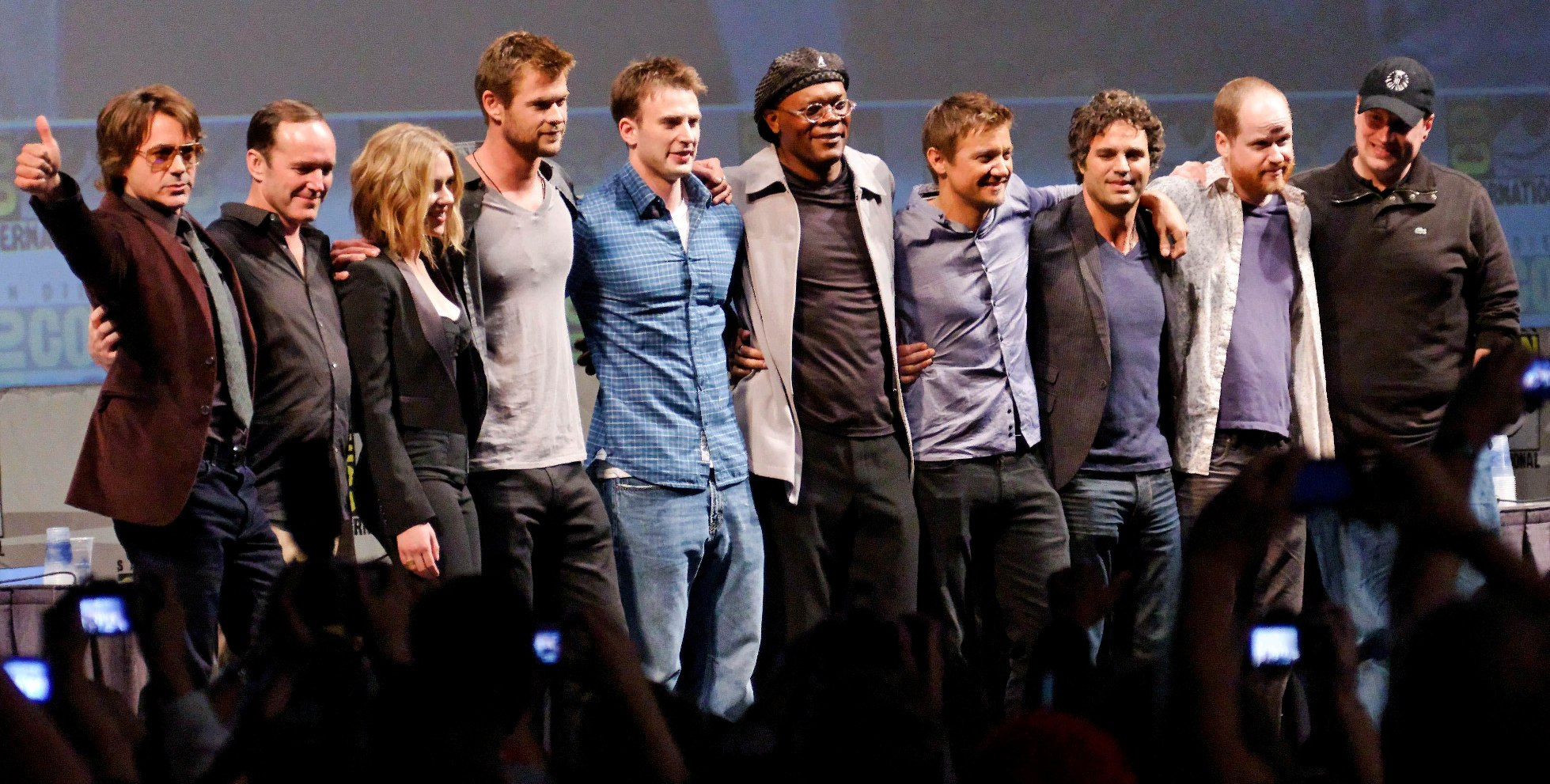
بازیگران فیلم انتقام جویان عصر اولتران

انتقام‌جویان شامل تونی استارک، استیو راجرز، ثور، بروس بنر، ناتاشا رومانوف و کلینت بارتون در کشور سوکوویا که در اروپای شرقی قرار دارد، به پایگاه هایدرا که توسط ولفگانگ فون استراکر اداره می‌شود، حمله می‌کنند. استراکر در این پایگاه با استفاده از عصای لوکی بر روی انسان‌ها به آزمایش می‌پردازد. آن‌ها با دوتا از نمونه‌های آزمایشی استراکر مواجه می‌شوند: دوقلوهای ماکسیموف. پیترو با قابلیت سرعت ابرانسانی و و واندا ماکسیموف که می‌تواند ذهن را بازی دهد و اشیا را از دور جابه‌جا کند. استارک عصای لوکی را به دست می‌آورد.
استارک و بنر درمی‌یابند که در داخل سنگ عصا یک هوش مصنوعی وجود دارد و از آن برای تکمیل پروژه «اولتران» که یک سیستم دفاعی است استفاده می‌کنند. اولتران با این تصور که باید بشریت را از روی زمین محو کند، جارویس را نابود می‌کند و به مقر انتقام‌جویان حمله می‌کند. او به همراه عصا فرار می‌کند و با استفاده از منابع استراکر در سوکوویا، خودش را تقویت کرده و برای خودش ارتشی از ربات‌ها می‌سازد. او استراکر را می‌کشد و دوقلوها را هم که در بچگی به وسیله موشک‌های استارک پدر و مادرشان را از دست داده‌اند با خود همراه می‌کند. آن‌ها به پیش اولیس کلا که یک دلال اسلحه است می‌روند تا ویبرانیوم به دست آورند. انتقام‌جویان آن‌ها را دنبال می‌کنند، ولی واندا ذهن همه‌شان را تسخیر می‌کند از جمله هالک. هالک شروع می‌کند به تخریب شهر تا جایی که استارک جلویش را می‌گیرد.
تحت تأثیر واکنش‌های منفی نسبت به کارهای هالک و از ترس این که توهمات بازگردند، تیم به خانه مخفی بارتون می‌روند. ثور از آن‌ها جدا می‌شود و به پیش دکتر اریک سلویگ می‌رود تا ببیند معنی چیزهایی که در رؤیا دیده چه بوده. هم‌زمان بنر و رومانوف هم تصمیم می‌گیرند با یکدیگر فرار کنند. اما نیک فیوری سر می‌رسد و تیم را تشویق می‌کند تا جلوی اولتران را بگیرند. در سئول، اولتران دکتر هلن چو را که از دوستان استارک است، مجبور می‌کند تا به وسیلهٔ فناوری تولید سلولش و با استفاده از ویبرانیوم و سنگ داخل عصا، بدنی بی‌نقص برایش بسازد. وقتی اولتران آماده می‌شود تا وارد بدنش بشود، واندا ذهنش را می‌خواند و از نقشه‌اش برای نابودی بشریت خبردار می‌شود. دوقلوها موضعشان تغییر می‌کند و علیه اولتران می‌شوند. راجرز و رومانوف اولتران را پیدا می‌کنند و بدنش را به دست می‌آورند، اما اولتران رومانوف را دستگیر می‌کند.
وقتی استارک جارویس را وارد بدن ساخته شده می‌کند، میان انتقام‌جویان درگیری پیش می‌آید. ویژن (مارول کامیکس) به همراه دوقلوها و انتقام‌جویان به سوکوویا می‌روند. اولتران در آنجا از باقی‌مانده ویبرانیوم دستگاهی ساخته که به کمک نیمی از شهر را از زمین جدا می‌کند و قصد دارد آن را به زمین بکوبد تا با انفجارش انسان‌ها از روی زمین محو شوند. بنر رومانوف را نجات می‌دهد و رومانوف هم او را تبدیل به هالک می‌کند. انتقام‌جویان به مبارزه با ارتش اولتران می‌پردازند تا این که فیوری به همراه ماریا هیل، جیمز رودز در یک هلی کریر سر می‌رسند تا مردم را نجات بدهند. پیترو هنگام نجات دادن بارتون تیر می‌خورد و کشته می‌شود. واندا که فوق‌العاده خشمگین شده پستش را ترک می‌کند تا باقی‌ماندهٔ اولتران را از بین ببرد. همین موضوع باعث می‌شود یکی از ربات‌های اولتران بتواند ماشین را روشن کند. شهر خالی می‌شود، استارک و ثور موفق می‌شوند دستگاه را نابود کنند. بعد هالک رومانوف را در یک جای امن رها می‌کند و خود با یک جت می‌گریزد.
فیوری، هیل، رومانوف، چو و سلویگ در مقر جدید انتقام‌جویان مستقر می‌شوند. ثور به آزگارد بازمی‌گردد تا کسی را که مسئول وقایع اخیر هست را پیدا کند. بعد از این که استارک و بارتون جدا می‌شوند، راجرز و رومانوف آماده می‌شوند تا انتقام‌جویان جدید را آموزش دهند: رودز، ویژن، سم ویلسون و واندا.
در سکانس‌های میان تیتراژ، تانوس از شکست زیر دستانش ابراز نارضایتی می‌کند و اعلام می‌کند خودش سنگ‌ها را خواهد یافت.

## بازیگران

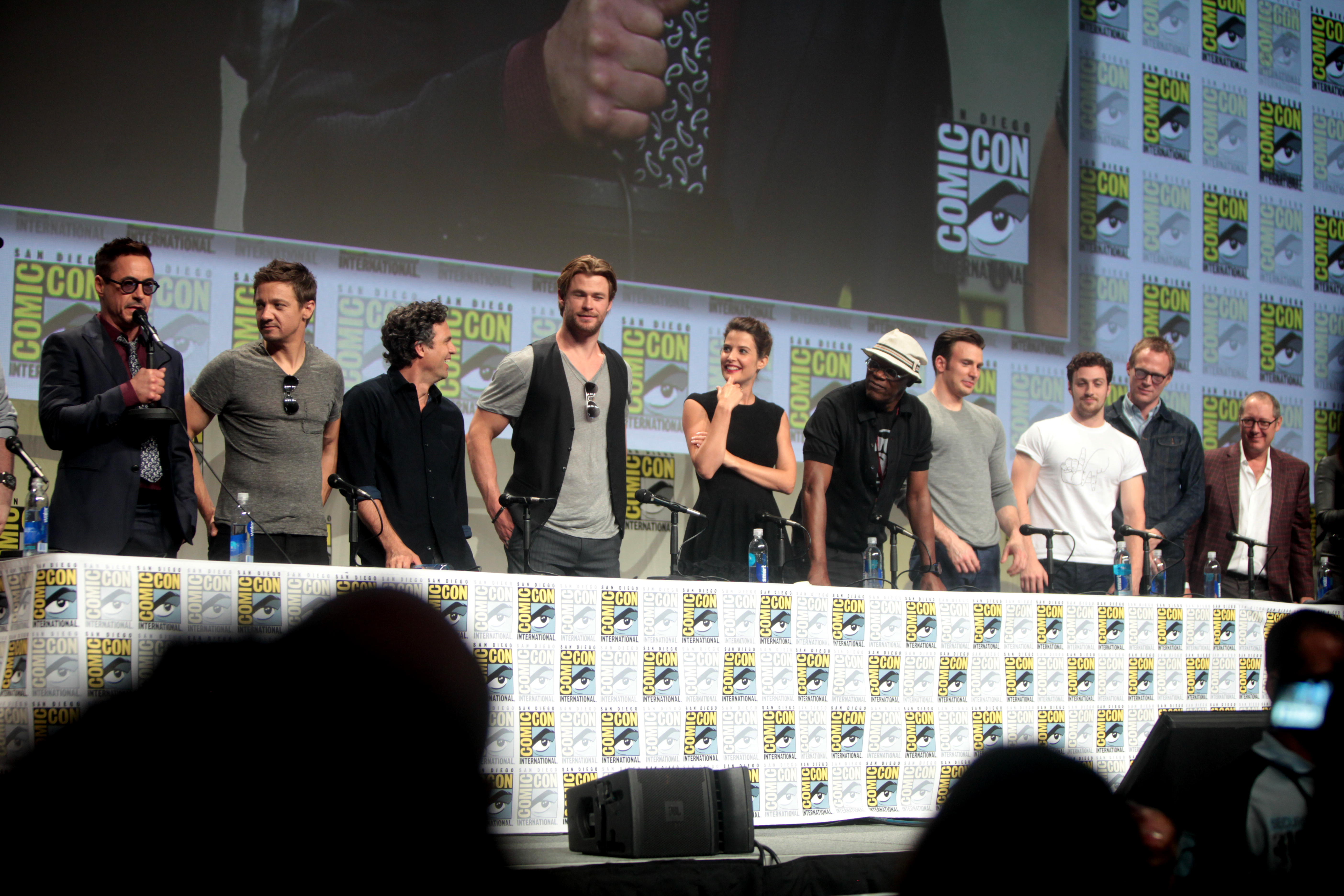
بازیگران انتقام‌جویان: عصر اولتران در کامیک‌کان سن‌دیگو ۲۰۱۴

- رابرت داونی جونیور در نقش تونی استارک / مرد آهنی:

از پایه‌گذاران انتقام‌جویان و کسی که خود را نابغه، میلیاردر، دخترباز و نیکوکار می‌داند و زرهی مکانیکی برای خود اختراع کرده‌است. در مورد تغییرات شخصیتش نسبت به مرد آهنی ۳ داونی گفت: «من فکر می‌کنم که او می‌داند که ساختن این همه زره (که تنها کاری است که او انجام می‌دهد) نتوانسته او را به هدف اصلی‌اش برساند، چرا که وی به پی‌تی‌اس‌دی مبتلا شد؛ حالا با دانستن این موضوع، او می‌خواهد کاری کند تا مشکل پیش از به وجود آمدن از بین برود. ایدهٔ اصلی این است.»
- کریس همسورث در نقش ثور:

ولیعهد آسگارد، خدای آذرخش در اساطیر اسکاندیناوی. در مورد جایگاه ثور در این فیلم، همسورث گفت ثور پس از اتفاقات فیلم ثور: دنیای تاریک بر روی زمین مانده‌است و آن جا را خانهٔ خود می‌داند، برای همین تهدید اولتران را یک مسئلهٔ شخصی می‌داند. در مورد ایفای این نقش در این فیلم همسورث گفت: «چیزی که برای شما به چالش تبدیل می‌شود، این است که همان قبلی را تکرار نکنید. پس باید کمی بیشتر سعی کنید تا ببینید با این شخصیت چه کارهایی می‌توانید انجام دهید.» همچنین وی خاطرنشان کرد که انگیزه‌های او در این فیلم متفاوت است، چرا که این اولین فیلم در دنیای سینمایی مارول است که او در مقابل شخصیت تام هیدلستون یعنی لوکی بازی نمی‌کند.
- مارک رافلو در نقش بروس بنر / هالک:

دانشمندی نابغه که به خاطر قرار گرفتن در برابر پرتو گاما، زمانی که خشمگین یا مضطرب می‌شود، تبدیل به هیولایی سبز رنگ می‌شود. روفالو برای آماده‌سازی بازی در نقشش به همراه اندی سرکیس در ایمجنیری استودیوز کار کرد. او دربارهٔ نقشش گفت: «[نقش من] این بار خیلی بزرگ‌تر است و خیلی پیچیده‌تر و دارای لایه‌های بیشتری است.» دربارهٔ رابطه بنر و هالک، روفالو گفت: «به نظر من رابطه‌ای بین این دو وجود دارد که باید کشف شود. این چیز جالبی خواهد شد. بنر به همان اندازه‌ای از هالک می‌ترسد که هالک از بنر.» همچنین وی تأیید کرد که هالک در این فیلم دیالوگ خواهد داشت اما زمانی که در لندن فیلمبرداری در حال انجام بود، اعلام کرد که ویدون هنوز دیالوگ‌های هالک را به او نگفته است. ویدون بعداً توضیح داد که به دلیل پیچیدگی‌های موجود در شخصیت هالک، دیالوگ‌های او را از پیش ننوشته و آن‌ها را به صورت ناخودآگاه خواهد نوشت.
- کریس ایوانز در نقش کاپیتان آمریکا / استیو راجرز:

رهبر انتقام‌جویان و قهرمان جنگ جهانی دوم که بدنش با استفاده از تکنولوژی پدر تونی استارک تقویت شده و ۷۰ سال به صورت منجمد و در خواب به‌سر می‌برد تا این‌که در زمان حال بیدار می‌شود. ایوانز در مورد شخصیتش می‌گوید: «او همچنان به دنبال خانه می‌گردد، احتمالاً یک خانهٔ استعاری. او همیشه به عنوان یک سرباز احساس راحتی داشته.»
- اسکارلت جوهانسون در نقش ناتاشا رومانوف / عنکبوت سیاه:

جاسوسی بسیار ماهر و مأمور سابق شیلد. کوین فایگی اعلام کرد که بخش بیشتری از گذشتهٔ این شخصیت در این فیلم روشن خواهد شد. جوهانسون دربارهٔ شخصیتش گفت: «در انتقام‌جویان ۲ به عقب برمی‌گردیم و دربارهٔ گذشتهٔ او بیشتر می‌فهمیم. همهٔ این شخصیت‌ها گذشته‌های تاریک و عمیقی دارند.» با استفاده از نماهای بسته، لباس‌های مخصوص، بدلکار و جلوه‌های ویژه، بارداری جوهانسون در طول فیلمبرداری این فیلم پنهان شد.
- جرمی رنر در نقش شاهین چشم / کلینت بارتون:

مأمور سابق شیلد و تیراندازی ماهر که به «بهترین تیرانداز دنیا» مشهور است. ویدون دربارهٔ این شخصیت گفت که بر خلاف فیلم اول، وی تعامل بیشتری با دیگر شخصیت‌ها در این فیلم خواهد داشت. همچنین وی گفت که از آن جا که این شخصیت در دیگر فیلم‌های فاز دوم حضور نداشت، این فیلم روشن می‌کند که وی در این مدت چه می‌کرده است.
- دان چیدل در نقش سرهنگ جیمز رودز:

افسر نیروی هوایی ایالات متحده و دوست نزدیک تونی استارک.
- آرون تایلر-جانسون در نقش پیترو ماکسیموف / کوئیک‌سیلور:

برادر دوقلوی جادوگر سرخ که دارای سرعت فوق بشری است. تیلور-جانسون دربارهٔ نقشش گفت: «پدر و مادر آن‌ها، او و خواهرش جادوگر سرخ را در کودکی ترک کرده‌اند و آن‌ها در شرق اروپا بزرگ شده‌اند و همیشه از یک‌دیگر دفاع کرده‌اند.» فیگ اعلام کرد که رابطهٔ او با خواهرش و گذشتهٔ وی، این شخصیت را از شخصیت کوئیک‌سیلوری که ایوان پیترز در مردان ایکس: روزهای گذشته آینده ایفا کرد، متمایز می‌کند.
- الیزابت اولسن در نقش واندا ماکسیموف / اسکارلت ویچ:

خواهر دوقلوی کوئیک‌سیلور که توانایی جابه‌جایی اجسام (تله‌کینتیک) و طلسم کردن دارد. اولسن گفت: «دلیل این که او خیلی ویژه است این است که او حجم بالایی از اطلاعات دارد که نمی‌داند چگونه باید آن‌ها را کنترل کند. هیچ‌کس راهش را به او یاد نداده.»
- پل بتانی در نقش ویژن: یک ربات خلق شده توسط اولتران.[۳۳]

بتانی در فیلم‌های قبلی صداپیشگی جارویس را بر عهده داشت. بتانی گفت که در ابتدا که ویدون از او درخواست کرد این نقش را بازی کند، او بسیار تعجب کرده‌است، چرا که هنگامی که بازیگری در دنیای سینمایی مارول یک نقش را بازی می‌کند، معمولاً نقش دیگری به او واگذار نمی‌شود.
- کوبی اسمالدرز در نقش ماریا هیل:

یکی از مأموران رده بالا و سابق شیلد که در حال حاضر برای استارک کار می‌کند. اسمالدرز در توصیف وضعیت هیل در این فیلم گفت: «می‌دانید بعد از اتفاقات کاپیتان آمریکا: سرباز زمستان، هنوز کمی شوکه مانده‌اید و وقتی به این فیلم می‌رسیم نمی‌دانیم چه کسی خوب است و چه کسی بد. فکر می‌کنم در طول این فیلم او به دنبال این موضوع است.»
- آنتونی مکی در نقش سام ویلسون / فالکون[۴۰]
- هایلی اتول در نقش پگی کارتر[۴۱]
- ادریس البا در نقش هایمدال[۴۲]
- استلان اسکارشگورد در نقش اریک سلویگ:

اخترشناس و از دوستان ثور.
- جیمز اسپیدر در نقش اولتران:

یک هوش مصنوعی که که تلاش می‌کند با از بین بردن بشریت، صلح را به زمین بازگرداند. ویدون گفت که اسپیدر اولین و تنها انتخاب او برای این نقش بوده‌است. فیگ دربارهٔ این نقش گفت: «ما حرکات بدن و صورت او را ضبط می‌کنیم و در اولتران از آن استفاده می‌کنیم. ما اسپیدر را فقط برای صداپیشگی استخدام نکردیم.» برای آماده‌سازی، سر و بدن اسپیدر اسکن شد. ویدون دربارهٔ او گفت: «او همیشه می‌خواهد انتقام‌جویان را نابود کند. خدا لعنتش کند! آدم خوشحالی نیست و این به این معنی است که شخصیت جالبی است. او درد دارد و راه اعتراضش با بقیه ربات‌ها فرق دارد.» ویدون همچنین خاطرنشان کرد که برخی توانایی‌های اولتران در کمیک در فیلم وجود نخواهد داشت. اسپیدر دربارهٔ شخصیتش گفت: «فکر می‌کنم او انتقام‌جویان را مشکل دنیا می‌بیند. دید او به دنیا طور دیگری است.»
- ساموئل ال. جکسون در نقش نیک فیوری:

رئیس سابق شیلد و پایه‌گذار اصلی گروه انتقام‌جویان. جکسون نقشش را به نوعی کوتاه توصیف کرد و گفت: «من یک جورایی در حال رد شدن هستم. چون یک عده با قدرت‌های خاص با عده‌ای دیگر با قدرت‌های خاص در حال جنگند. به خاطر همین من در انتقام‌جویان به نیویورک نرفتم. من کاری جز شلیک کردن با یک تفنگ نمی‌توانم انجام دهم.»
توماس کرتشمن و هنری گودمن به ترتیب نقش‌های ولفگانگ فون استراکر و دکتر لیست را تکرار کرده‌اند. لیندا کاردلیانی در نقش لورا بارتون همسر شاهین‌چشم به ایفای نقش پرداخته است. کیم کلودیا در نقش دکتر هلن چو، ژنتیک‌شناسی است که از دفترش در سئول به انتقام‌جویان کمک می‌کند. اندی سرکیس هم در نقش کلا در فیلم به ایفای نقش پرداخته. ژولی دلپی در نقش مادام بی. شخصی که عقرب سیاه را به یک قاتل تبدیل کرده بازی می‌کند. کری کندن هم صدای فرایدی، هوش مصنوعی جدید استارک است. جاش برولین هم در صحنه‌های میان تیتراژ فیلم در نقش تانوس ظاهر می‌شود. استن لی که یکی از خالقان کمیک‌های انتقام‌جویان می‌باشد، در نقش کهنه‌سربازی که در مهمانی پیروزی انتقام‌جویان حضور یافته، ایفای نقش می‌کند. صحنه‌هایی هم از تام هیدلستون در نقش لوکی فیلمبرداری شد، اما از نسخهٔ نهایی حذف شدند.

## تولید

### آماده‌سازی
«من باید فیلمم را با در نظر گرفتن این که مردم فقط قسمت اول را دیده‌اند یا حتی قسمت اول را هم ندیده‌اند، بسازم. نمی‌توانم در نظر بگیرم که همه مردم، ثور [دنیای تاریک]، کاپیتان آمریکا [سرباز زمستان] و مرد آهنی [۳] را دیده‌اند. باید از یک فیلم به فیلمی دیگر بروم، به اتفاقاتی که در قسمت اول افتاد پای‌بند باشم، ولی به آن وابسته نباشم. الگوی همیشگی و ستارهٔ راهنمای من پدرخوانده: قسمت دوم بوده‌است، در قسمت اول آن اتفاقات زیادی افتاده است، اما قسمت دوم کاملاً متفاوت است و هیچ نیازی به رویدادهای قسمت اول ندارید.»

—جاس ویدون کارگردان انتقام‌جویان: عصر اولتران، دربارهٔ پیوستگی فیلم.
در اکتبر ۲۰۱۱، کوین فیگ در کامیک‌کان نیویورک گفت که مرد آهنی ۳ شروع فاز دوم فیلم‌های مارول خواهد بود که به انتقام‌جویان ۲ ختم خواهد شد. در مارس ۲۰۱۲، ویدون کارگردان فیلم اعلام کرد که می‌خواهد قسمت دوم آن با اتفاقاتی که برای شخصیت‌ها می‌افتد، «کوچک‌تر، شخصی‌تر، دردناک‌تر» باشد و این که داستان آن کاملاً با قسمت نخست متفاوت است.
در فرش قرمز انتقام‌جویان، فیگ گفت که استودیو تصمیم می‌گیرد که ویدون برای فیلم دوم بازمی‌گردد یا نه. در مه ۲۰۱۲، پس از موفقیت تجاری فیلم نخست، باب ایگر، مدیرعامل شرکت والت دیزنی اعلام کرد که قسمت دوم ساخته خواهد شد. در قرارداد اغلب بازیگران آن فیلم، حضور در قسمت دوم احتمالی نیز ذکر شده بود، به غیر از رابرت داونی جونیور که قرارداد چهارفیلمه‌اش با مارول، بعد از مرد آهنی ۳ به پایان رسید.
در کامیک-کان بین‌المللی سن دیگو در سال ۲۰۱۲، ویدون گفت که هنوز تصمیمی برای کارگردانی قسمت دوم نگرفته‌است. با این حال در اوت ۲۰۱۲، ایگر اعلام کرد که ویدون نویسندگی و کارگردانی قسمت دوم فیلم و ساخت سریال مأموران شیلد برای شبکه ای‌بی‌سی را برعهده می‌گیرد. در همان ماه، دیزنی تاریخ ۱ مه ۲۰۱۵ را برای انتشار قسمت دوم فیلم اعلام کرد. وقتی از ویدون در مورد بازگشتش سؤال شد پاسخ داد که بازگشت به این پروژه کار آسانی بوده و نه گفتن به آن خیلی سخت. ویدون گفت که نمی‌خواهند مانند فیلم اول، برای ساخت قسمت دوم عجله کنند.
در دسامبر ۲۰۱۲، در مصاحبه با انترتینمنت ویکلی ویدون گفت که خلاصه داستان قسمت دوم را آماده کرده‌است. در فوریه ۲۰۱۳، ویدون اعلام کرد که مرگ، موضوع این فیلم خواهد بود و برای ساخت آن از فیلم‌های امپراتوری ضربه می‌زند و پدرخوانده: قسمت دوم الهام می‌گیرد.
فیگ فاش کرد که کاپیتان مارول که قرار است فیلم آن در دنیای سینمایی مارول در سال ۲۰۱۸ منتشر بشود، در نسخه‌های اولیهٔ فیلم‌نامه حضور داشته، اما چون بازیگر آن هنوز انتخاب نشده بوده، از فیلم حذف شده‌است.

### پیش‌تولید
در آوریل ۲۰۱۳ گزارش شد که فیلمبرداری قرار است در مه ۲۰۱۴ در استودی شپرتون در انگلستان آغاز شود. در فرش قرمز اکران فیلم مرد آهنی ۳ ویدون گفت که فیلم‌نامه اولیه را نوشته‌است و در حال حاضر بر روی فیلم‌نامه مصور کار می‌کند و ملاقات با بازیگران را نیز شروع کرده‌است. در ادامه گفت که در این فیلم شاهد دو شخصیت خواهر و برادر از کتاب‌های کمیک خواهیم بود، بعداً اینترتینمنت ویکلی فاش کرد که ویدون به کوئیک‌سیلور و جادوگر سرخ اشاره کرده‌است که بعداً توسط خود ویدون تأیید شد. ویدون در مصاحبه تلویزیونی در برنامه نیمه‌شب با جیمی فالون در مورد انتخاب شخصیت‌ها گفت که «غیر از این که من با خواندن داستان‌هایشان بزرگ شده‌ام، قدرت‌هایشان نیز واقعاً از نظر بصری جالب است. یکی از مشکلاتی که من در فیلم اول داشتم این بود که همه شخصیت‌ها قدرتشان در بازویشان بود. اما کوئیک‌سیلور سرعت فرا انسانی دارد، جادوگر سرخ می‌تواند طلسم کند، اجسام را تکان دهد و ذهن انسان را تسخیر نماید.»
در مه ۲۰۱۳، هالیوود ریپورتر گزارش داد استودیوی مارول در حال مذاکره با داونی جونیور برای تمدید قراردادش برای بازی در قسمت دوم و سوم انتقام‌جویان است. در همان ماه، رئیس استودیوی فیلم کیپ‌تاون اعلام کرد که استودیوی مارول علاقه‌مند است تا فیلمبرداری این فیلم در کیپ‌تاون انجام شود. در ژوئن ۲۰۱۳، ورایتی خبر داد که آرون تایلر-جانسون در حال مذاکره برای بازی در نقش کوئیک‌سیلور است که خود تیلور-جانسون در مصاحبه‌ای در ژوئیه ۲۰۱۳ آن را تأیید کرد. در اواخر ژوئن ۲۰۱۳، داونی جونیور قرارداد بازی در قسمت دوم و سوم انتقام‌جویان را امضا کرد و استودیوی مارول نیز اعلام کرد که فیلم‌برداری در مارس ۲۰۱۴ آغاز خواهد شد.

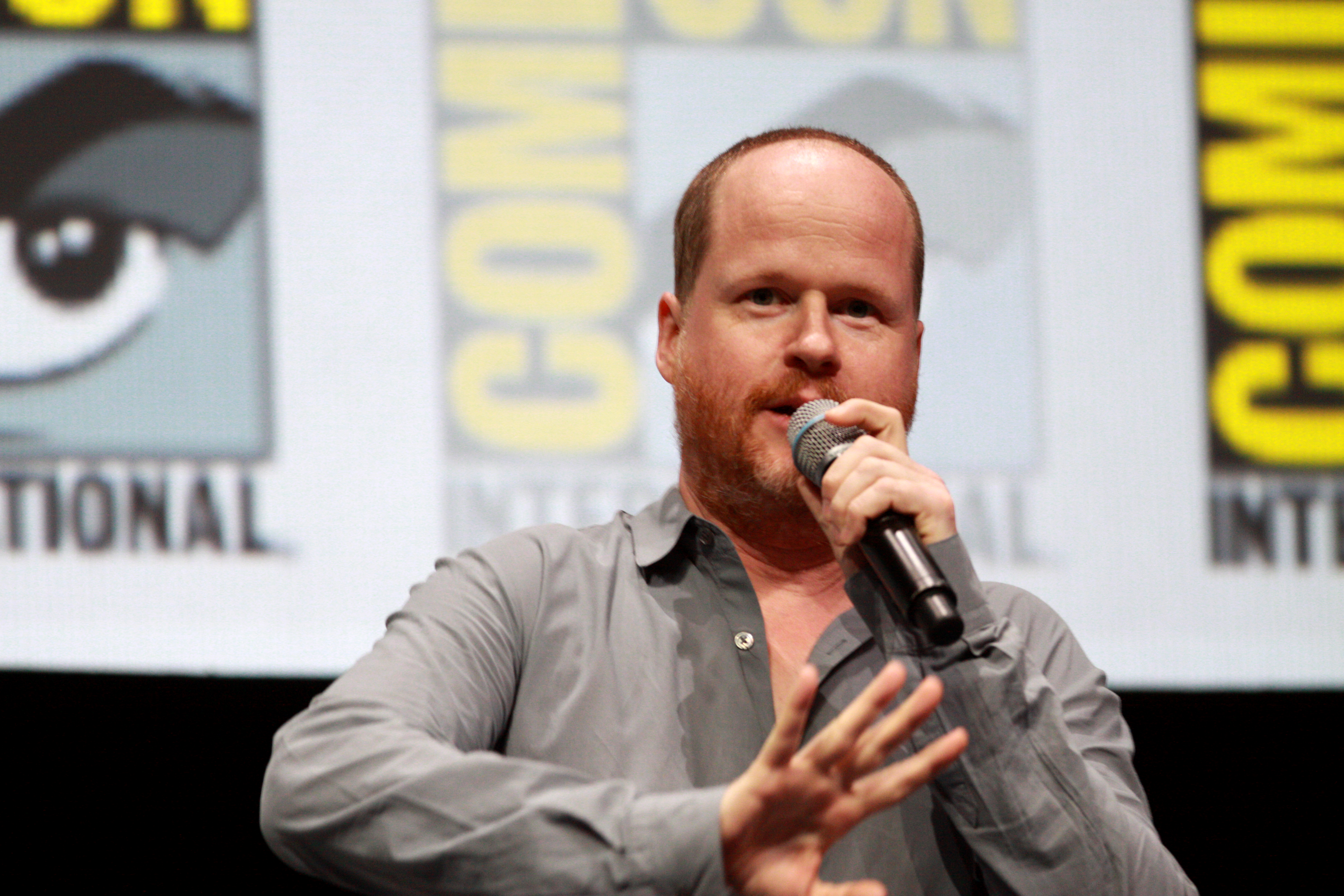
ویدون در کامیک-کان بین‌المللی سن دیگو ۲۰۱۳

در کامیک-کان بین‌المللی سن‌دیگو سال ۲۰۱۳، ویدون اعلام کرد که نام فیلم عصر اولتران خواهد بود. با این وجود داستان فیلم بر اساس کتاب عصر اولتران نخواهد بود. فیگ در این باره توضیح داد «ما چندین نام در سرمان داشتیم، اما عصر اولتران بهترین بود. برای همین این عنوان را وام می‌گیریم اما خط داستانی ما از انتقام‌جویان خواهد بود». ویدون در این باره اضافه کرد «ما خودمان داریم روی داستان شکل‌گیری اولتران کار می‌کنیم. ما در حال کار بر روی داستانی هستیم که اولتران در دنیایی به وجود می‌آید که انتقام‌جویان کنونی ما وجود دارند. یک مورد دیگر دربارهٔ شکل‌گیری اولتران هنک پیم است که خیلی از مردم فکر می‌کنند او هم در این داستان حضور دارد، ولی نه اینطور نیست. ما از کتاب‌های کمیک فقط چیزهایی را وام می‌گیریم که نیاز داریم و از آن می‌توان در فیلم استفاده کرد. خیلی از موضوعات فرعی حذف خواهد شد.» و همچنین بازگشت شاهین‌چشم و عنکبوت سیاه را تأیید کرد. ویدون همچنین گفت که فیلم به خاطر حضور اولتران فضای تاریک‌تری خواهد داشت.
عنوان فیلم بسیاری از هواداران را متعجب کرد چرا که انتظار داشتند تانوس که مغز متفکر تمامی اتفاقات فیلم نخست بود، در این فیلم تبه‌کار اصلی باشد. ویدون در پاسخ به این پرسش گفت که «هیچوقت قرار نبود تبه‌کار بعدی تانوس باشد. البته او از داستان کنارگذاشته نمی‌شود، او همیشه ارباب تبه‌کاری و تاریکی است.»
در اوت ۲۰۱۳، ددلاین اعلام کرد که کریس ایوانز برای بازی در نقش کاپیتان آمریکا به این فیلم بازمی‌گردد. در اواخر همان ماه، یواس‌ای تودی گزارش داد که ساموئل ال. جکسون نیز نقش نیک فیوری را دوباره ایفا خواهد کرد. هالیوود ریپورتر نیز خبر داد که استودیوی مارول در حال مذاکره با الیزابت اولسن برای بازی در نقش جادوگر سرخ است و در آخر ماه، مارول اعلام کرد که جیمز اسپیدر در نقش اولتران بازی خواهد کرد.
در سپتامبر ۲۰۱۳ بازگشت کریس همسورث و اسکارلت جوهانسون به فیلم تأیید شد و جوهانسون اعلام کرد که فیلمبرداری در ژانویه ۲۰۱۴ شروع می‌شود. در همان ماه، از سر و بدن جیمز اسپیدر اسکن‌هایی انجام شد تا آماده‌سازی برای بازی در نقش اولتران انجام شود. مارول در نوامبر ۲۰۱۳، حضور اولسن و تیلور-جانسون در فیلم را رسماً تأیید کرد.
در همان ماه نوامبر کوبی اسمالدرز نیز بازگشتش را تأیید کرد. در اوایل سال ۲۰۱۴، توماس کرتشمن در نقش بارون استراکر، کلودیا کیم در نقش نامعلوم، پل بتانی در نقش ویژن به بازیگران این فیلم اضافه شدند.

### فیلم‌برداری
فیلم‌برداری در روز ۱۱ فوریه ۲۰۱۴ با یک روز تأخیر در ژوهانسبورگ آفریقای جنوبی آغاز شد. تیم دوم فیلم‌برداری، تصاویر زمینه‌ای سکانس‌هایی با حضور هالک را بدون حضور بازیگران اصلی در منطقه مرکزی تجارت ژوهانسبورگ در دو هفته برداشت کرد. در اواسط ماه مارس، فیلم‌برداری در استودیوهای شپرتون در نزدیکی شهر لندن آغاز شده بود و قرار بود فیلم‌برداری در آن استودیو ۴ ماه طول بکشد. فیلم‌برداری در لندن باعث شد تا این فیلم نسبت به نسخهٔ قبلی تفاوت‌هایی داشته باشد. در ۲۲ مارس کار تولید به ایتالیا رفت و تا ۲۸ مارس در آن‌جا بود. در روز ۳۰ مارس فیلم‌برداری در کره جنوبی و در پل مپو شروع شد و تا ۱۴ آوریل در لوکیشن‌های مختلفی در سئول ادامه داشت. از یک جزیرهٔ مصنوعی بر روی رودخانه هان به عنوان یک مرکز آی‌تی استفاده شده در فیلم، استفاده شد. صحنه‌هایی شامل حملهٔ اولتران به بخش‌هایی از شهر در منطقه گانگنام ضبط شد.
در ۸ آوریل، فیلم‌برداری در همپشر انگلستان آغاز شد. در اواسط آوریل، هایلی اتول، کسی که در فیلم‌های قبلی دنیای سینمایی مارول در نقش پگی کارتر بازی کرده بود، برای فیلمبرداری صحنه‌های فلش‌بک، در لندن دیده شد. در اواسط ژوئن، صحنه‌هایی از فیلم در دانشگاه انگلیای شرقی در نوریچ و قلعه داور در کنت فیلم‌برداری شد. همچنین فیلمبرداری در ساختمان تمرین پلیس لندن نیز انجام شد. در ۶ اوت، ویدون در توئیترش نوشت که فیلم‌برداری انتقام‌جویان: عصر اولتران به پایان رسیده‌است.
روفالو دربارهٔ ضبط حرکاتش گفت که این کار او را یاد روزهایی انداخته که در تئاتر به ایفای نقش می‌پرداخته.

### پس‌تولید
در فوریه ۲۰۱۴، شرکت اینداستریال لایت اند مجیک (ILM) اعلام کرد ساختمانی در لندن افتتاح می‌کند تا کارهای مربوط به جلوه‌های ویژهٔ این فیلم با سرعت بیشتری انجام شود. این شرکت سیستم جدیدی برای ضبط حرکات ابداع کرد که در آن جزئیات حرکات بازیگر دقیق‌تر دیده می‌شود و می‌توان برداشت‌های مختلف را با هم ترکیب نمود. در ژوئن ۲۰۱۴، آی‌مکس کورپوریشن اعلام کرد که نسخهٔ آی‌مکس فیلم به صورت سه‌بعدی خواهد بود. در اوت ۲۰۱۴، استلان اسکارشگورد اعلام کرد نقش اریک سلویگ را در این فیلم تکرار خواهد کرد. در اکتبر ۲۰۱۴، یکی از تهیه‌کنندگان اجرایی فیلم اعلام کرد که برای جلوه‌های ویژه این فیلم، بیش از ۳۰۰۰ برداشت انجام شده و هفت تا دوازه شرکت در این کار سهم دارند. در نوامبر ۲۰۱۴، ادریس البا اعلام کرد که او و تام هیدلستون به ترتیب نقش‌های هایمدال و لوکی را تکرار می‌کند که این حرف، سخنان قبلی کوین فیگ مبنی بر این که شخصیت لوکی در عصر اولتران حضور ندارند را نقض کرد. فیلمبرداری سکانس‌های اضافی در ژانویه ۲۰۱۵ در پاینوودز استودیوز انجام شد.

## موسیقی
در مارس ۲۰۱۴، برایان تایلر برای ساختن موسیقی فیلم استخدام و جانشین آلن سیلوستری شد. این سومین همکاری تایلر و مارول به دنبال فیلم‌های مرد آهنی ۳ و ثور: دنیای تاریک بود. تایلر اعلام کرد که موسیقی این فیلم ادای احترامی به موسیقی جان ویلیامز در فیلم‌های جنگ ستارگان، سوپرمن و مهاجمان صندوق گمشده می‌باشد و اثراتی از موسیقی فیلم‌های مرد آهنی، ثور و کاپیتان آمریکا نیز در آن خواهد بود تا یک دنیای موسیقایی مشابه ایجاد شود. قطعات دیگر موسیقی متن را دنی الفمن ساخت. الفمن از تم سیلوستری برای موسیقی فیلم اول استفاده کرد تا پیوندی بین موسیقی دو فیلم ایجاد شود.

## انتشار

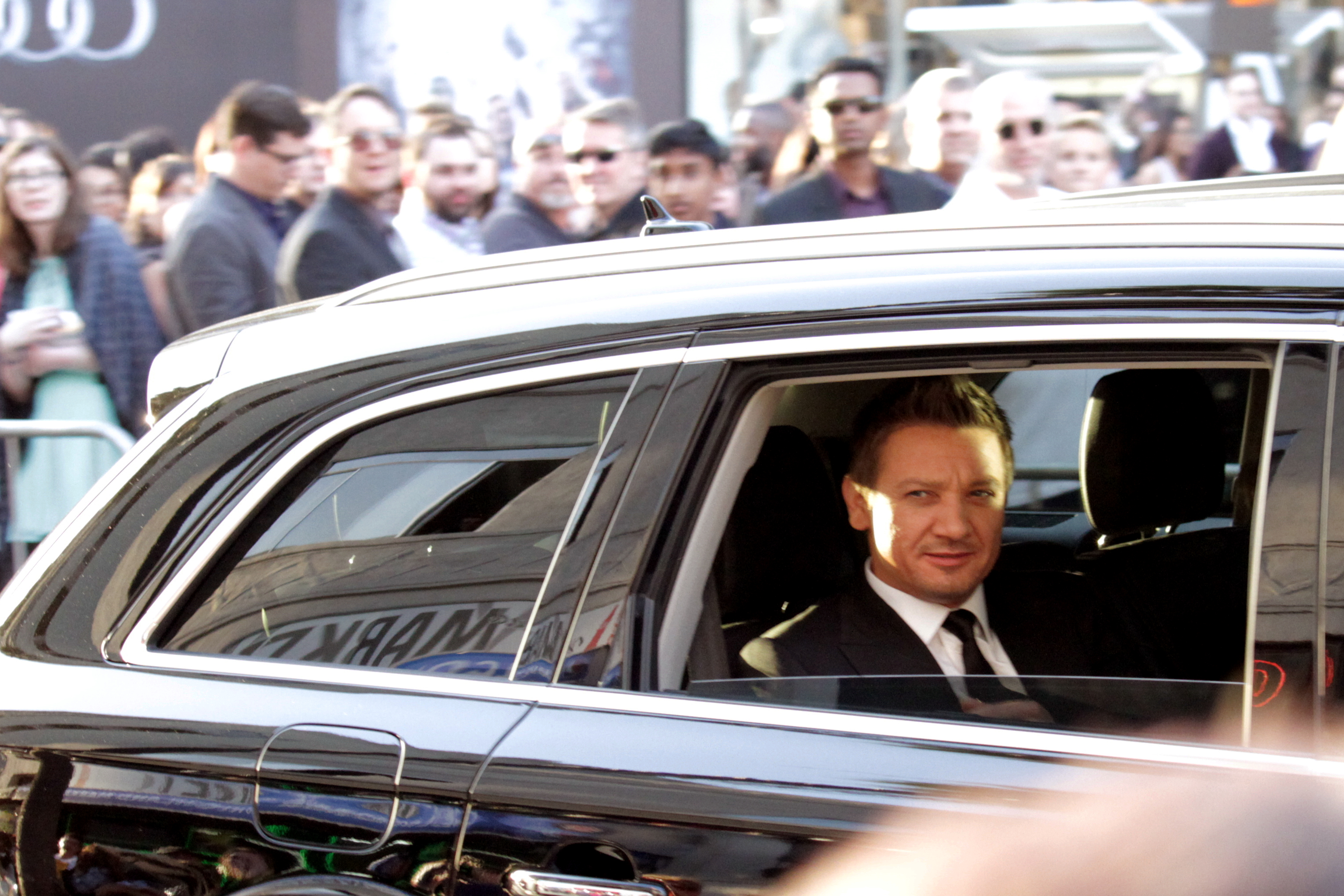
رنر در مراسم فرش قرمز فیلم در هالییود

مراسم فرش قرمز این فیلم ۱۳ آوریل ۲۰۱۵، در سالن تئاتر دالبی در هالیوود برگزار شد و مراسم فرش قرمز اکران آن در اروپا، ۲۱ آوریل ۲۰۱۵ در لندن برگزار گردید. این فیلم، ۲۲ آوریل ۲۰۱۵، در فرانسه، ایتالیا، نروژ، فنلاند و سوئد اکران شد. انتقام‌جویان: عصر اولتران ۲۳ آوریل ۲۰۱۵ در نیوزلند، ۲۴ آوریل در ایرلند و بریتانیا اکران شد و ۱ مه در آمریکای شمالی به صورت سه‌بعدی و آی‌مکس اکران شد. سینماهای آلمان، اعلام کردند در واکنش به درخواست توزیع‌کنندهٔ فیلم مبنی بر دریافت ۵۳٪ پول فروش بلیت‌ها، این فیلم را تحریم می‌کنند. در سپتامبر ۲۰۱۴، شبکه تی‌ان‌تی حق پخش تلویزیونی این فیلم دو سال پس از اکران سینمایی‌اش را خرید. در ۴ مارس ۲۰۱۵، پیش‌فروش بلیت‌های این فیلم شروع شد. ورایتی به این نکته اشاره کرد که فاصله دوماهه بین پیش‌فروش بلیت‌ها و اکران فیلم، از حالت عادی بسیار بیشتر است و این نشان از انتظارات بالای هواداران دارد.

### بازاریابی
در کامیک‌کان سن دیگو ۲۰۱۳، ویدون تیزری از فیلم شامل تصاویری از اولتران منتشر کرد. فیلم‌هایی از تیزر کامیک-کان ۲۰۱۳ به همراه مصاحبه‌ای از ویدون در نسخه بلوری فیلم مرد آهنی ۳ که در ۲۴ سپتامبر ۲۰۱۳ منتشر شد، وجود داشت. در ۱۸ مارس ۲۰۱۴، شبکه ای‌بی‌سی برنامهٔ تلویزیونی ویژه یک‌ساعته‌ای به نام مارول استودیوز: ساختن یک تیم پخش کرد که در آن تصاویری از انتقام‌جویان عصر اولتران نمایش داده شد. در این برنامه برای اولین بار از کوئیک‌سیلور و جادوگر سرخ رونمایی شد و همچنین هالک در حال مبارزه با هالک‌باستر نمایش داده شد. هارلی-دیویدسن با همکاری مارول استودیوز موتوری را طراحی کرد تا عقرب سیاه از آن در این فیلم استفاده کند. در کامیک‌کان سن دیگو ۲۰۱۴، بازیگران فیلم برای تبلیغ آن در نشست خبری حاضر شدند. انتقام‌جویان: عصر اولتران بعد از بتمن و سوپرمن: طلوع عدالت دومین فیلمی بود که توجه رسانه‌های اجتماعی را به خود جلب کرد.
اولین تریلر این فیلم قرار بود در ۲۸ اکتبر ۲۰۱۴ در پایان پخش سریال مأموران شیلد پخش شود، ولی در ۱۴ اکتبر این تریلر لو رفت و بر روی اینترنت قرار گرفت و چند ساعت بعد خود مارول آن را به صورت رسمی بر روی یوتیوب قرار داد. انترتینمنت ویکلی و هالیوود ریپورتر به استفادهٔ تأثیرگذار از موسیقی فیلم پینوکیو در این تریلر اشاره کردند. ۳۴٫۳ میلیو نفر در ۲۴ ساعت اولیه تریلر را مشاهده کردند، که ۲۶٫۲ میلیون از طریق شبکه یوتیوب مارول بوده‌است و رکورد قبلی مارول که با ۲۳٫۱۴ میلیون در اختیار مرد آهنی ۳ بود، شکسته شد. در واکنش به این رکوردشکنی، مارول در شبی که قرار بود تریلر بعد از سریال مأموران شیلد پخش بشود، تیزر جدیدی از فیلم منتشر کرد. اواخر اکتبر ۲۰۱۴، اکسل آلونسو سردبیر کمیک‌های مارول، اعلام کرد که کمیک‌هایی در رابطه با این فیلم منتشر خواهد شد.
در نوامبر ۲۰۱۴، شبکه ای‌بی‌سی ویژه برنامه یک‌ساعته دیگری به نام ۷۵ سالگی مارول: از پالپ تا پاپ! پخش کرد که در آن تصاویری از پشت صحنهٔ عصر اولتران وجود داشت. همچنین در همان ماه نوامبر، تریلر طولانی‌تری بر روی شبکه یوتیوب سامسونگ قرار گرفت. در دسامبر ۲۰۱۴، تصاویر بیشتری از پشت صحنهٔ این فیلم به همراه دیسک بلوری فیلم نگهبانان کهکشان منتشر شد. در همان ماه شبکه ای‌بی‌سی اعلام کرد که یک قسمت از سریال مأموران شیلد با اتفاقات فیلم تقاطع خواهد داشت.
در ژانویه ۲۰۱۵، سامسونگ در رویدادی تحت عنوان «شبی با مارول» در نمایشگاه بین‌المللی سی‌ئی‌اس، کلیپی با تمرکز بر روی اولتران نمایش داد. در همین نمایشگاه، سامسونگ از محصولاتی پرده‌برداری کرد که با الهام از انتقام‌جویان تولید شده‌است. در ۱۲ ژانویه ۲۰۱۵، تریلر دوم از شبکه ای‌اس‌پی‌ان هنگام پخش پلی‌آف مسابقات قهرمانی فوتبال کالج‌ها ۲۰۱۵ پخش شد. اسکات مندلسون از فوربز، به گفتهٔ خودش از این تریلر لذت برد، ولی گفت که ای کاش این همه عناصر داستانی لو داده نمی‌شد. او اضافه کرد «بازاریابی این فیلم از قسمت قبلی بسیار بهتر بوده‌است، هر دو از انتشار تصاویر و کلیپ استفاده کردند. من که مجذوب فیلم شدم و تصور می‌کنم بیشتر سینما دوستان هم به من پیوسته‌اند.»
هواداران با استفاده از هشتگ در توییتر، در ۴ مارس ۲۰۱۵، تریلر نهایی را «آزاد» کردند و این تریلر در ۵ مارس ۲۰۱۵، به همراه اولین قسمت مجموعهٔ جرم آمریکایی پخش شد. یک هفته بعد از انتشار تریلر، مارول اعلام کرد که این تریلر با ۳۵ میلیون بازدید، رکوردشکنی کرده‌است.
در آوریل ۲۰۱۵، بازیگران عصر اولتران، در مراسم جوایز ام‌تی‌وی ۲۰۱۵ حضور یافتند و جایزه نسل ام‌تی‌وی را به داونی تقدیم کردند و کلیپی انحصاری از فیلم نیز در آن مراسم پخش گردید.

## بازخورد

### گیشه
انتقام‌جویان: عصر اولتران با ۴۵۹ میلیون دلار فروش در آمریکایی شمالی و ۹۴۶٫۴ میلیون دلار فروش جهانی، به مجموع ۱٫۴۰۵ میلیارد دلار فروش در گیشه دست یافت. این فیلم هفتمین فیلم پرفروش تاریخ و سومین فیلم پرفروش سال ۲۰۱۵ است. عصر اولتران با فروش ۳۹۲٫۵ میلیون دلاری در افتتاحیه‌اش، از این حیث در تمام دوران‌ها در رتبهٔ پنجم قرار دارد. این فیلم با فروش ۲۵٫۲ میلیون دلار در آخر هفتهٔ اول در سینماهای آی‌مکس، رکورد جدیدی (که پیش از این در اختیار شوالیه تاریکی برمی‌خیزد بود) را به ثبت رساند. به گفتهٔ تحلیلگران، فروش آخر هفتهٔ اول این فیلم به خاطر مسابقهٔ بوکس بین فلوید می‌ودر و مانی پاکیائو پایین‌تر از حد انتظار بود. ددلاین.کام در مقاله‌ای عنوان کرد که با محاسبهٔ بودجهٔ تولید، هزینهٔ تبلیغات و محاسبهٔ درآمد حاصل از فروش دی‌وی‌دی و پخش تلویزیونی، این فیلم ۳۸۲٫۳۲ میلیون دلار سود خالص داشته که آن را به چهارمین فیلم ارزشمند سال ۲۰۱۵ تبدیل می‌کند.
در ۱۵ مهٔ ۲۰۱۵، انتقام‌جویان: عصر اولتران به بیست و یکمین فیلم در تاریخ سینما، سومین فیلم مارول و هشتمین فیلم دیزنی تبدیل شد که از مرز فروش ۱ میلیارد دلار عبور کرده‌است.
ایالات متحده و کانادا
انتقام‌جویان: عصر اولتران در روز نخست اکرانش ۸۴٫۴۶ میلیون دلار فروخت و رکورد بیشترین فروش در روز اول برای فیلم ابرقهرمانی، دومین فیلم پرفروش در روز اولین و رکورد دومین فیلم پرفروش در یک روز را پشت سر فیلم اول یعنی هری پاتر و یادگاران مرگ - قسمت دوم (۹۱٫۷ میلیون دلار) به دست آورد. در اکران و پیش‌نمایش فیلم در پنج‌شنبه شب که از ساعت ۷ شب آغاز شد، این فیلم ۲۷٫۶ میلیون دلار فروخت که ششمین فیلم پرفروش در مرحلهٔ پیش‌نمایش و پرفروش‌ترین فیلم این مرحله در بین فیلم‌های مارول شد. در آخر هفتهٔ اول این فیلم ۱۹۱٫۳ میلیون دلار فروخت که سومین فیلم از این نظر پشت سر فیلم‌های دنیای ژوراسیک (۲۰۸٫۸ میلیون دلار) و انتقام‌جویان (۲۰۷٫۴ میلیون دلار) قرار گرفت. همچنین این فیلم با ۱۸ میلیون دلار، پیش از شوالیه تاریکی برمی‌خیزد دومین فیلم پرفروش در سینماهای آی‌مکس در آخر هفتهٔ اول می‌باشد. از میان تماشاگرانی که در آخر هفته به دیدن این فیلم رفتند، ۵۹٪ آن‌ها مرد و ۴۱٪ آن‌ها زن بودند؛ هم‌چنین ۵۹٪ از آن‌ها بیش از ۲۵ سال سن داشتند.
در آخر هفتهٔ دوم، ۵۹ درصد از فروش فیلم کاسته شد و به ۷۷٫۷ میلیون دلار رسید، که با این وجود دومین فیلم پرفروش در آخر هفتهٔ دوم بعد از انتقام‌جویان می‌باشد (که هردوی این رکوردها یک ماه بعد توسط دنیای ژوراسیک شکسته شد). همچنین با ۱۱۳٫۶ میلیون اختلاف در فروش آخر هفتهٔ اول و دوم، این فیلم از این نظر پشت سر یادگاران مرگ - قسمت دوم قرار گرفت که در سال ۲۰۱۱ بین آخر هفتهٔ اول و دومش، ۱۲۱ میلیون دلار اختلاف فروش بود. این فیلم نهایتاً به سومین فیلم پرفروش سال ۲۰۱۵ تبدیل شد.
خارج از آمریکایی شمالی
انتقام‌جویان: عصر اولتران در اولین آخر هفتهٔ خود در ۴۴ کشور مختلف، ۲۰۰٫۲ میلیون دلار فروش داشت که ۴۴ درصد از فیلم اول بیشتر بود. همچنین فروش روز اول فیلم در سینماهای آی‌مکس بدون احتساب کشور چین، ۱۰٫۴ میلیون دلار بود که از این حیث بالاترین رکورد محسوب می‌شود. بیشترین فروش‌ها در کشورهای کره جنوبی (۲۸٫۲ میلیون دلار)، بریتانیا (۲۷٫۳ میلیون دلار) و روسیه (۱۶٫۲ میلیون دلار) بود. این فیلم رکوردهای مختلفی را در کشورهای مختلف شکست: در مکزیک با ۶٫۸ میلیون دلار فروش در روز اول، در فیلیپین با ۱٫۶ میلیون دلار و اندونزی هم با ۹۰۰٬۰۰۰ دلار از این نظر رکوردار شد؛ همچنین به رکوردهای فروش آخر هفتهٔ اول در مکزیک (۲۵٫۵ میلیون دلار)، روسیه و کشورهای همسود مستقل (۱۶٫۲ میلیون دلار)، هنگ کنگ (۶٫۴ میلیون دلار) و فیلیپین (۷٫۷ میلیون دلار) رسید. در کشورهای بریتانیا، ایرلند و مالت (۲۷٫۳ میلیون دلار)، آلمان (۹٫۳ میلیون دلار)، سوئد، نروژ و هلند رکورد فروش آخر هفته برای یک فیلم ابرقهرمانی را شکست.
در بریتانیا، جایی فیلمبرداری خود فیلم در آنجا انجام شده بود، در روز اول ۵٫۴ میلیون دلار فروخت و در هفتهٔ اول نیز ۲۷٫۳ میلیون دلار فروش در گیشه داشت؛ که باعث رکوردهای جدیدی از جمله بیشترین فروش در روز اول توسط فیلم‌های مارول در بریتانیا، بیشترین فروش در روز اول در ماه آوریل و هشتمین فیلم پرفروش در روز اول در بریتانیا شد.

### بازخورد منتقدین
وبسایت راتن تومیتوز با جمع‌آوری نظرات ۳۲۳ منتقد اعلام کرد که ۷۵٪ آن‌ها نظر مثبتی راجع به فیلم داشته‌اند و به صورت میانگین نمرهٔ ۶٫۷ از ۱۰ به فیلم داده‌اند. در خلاصهٔ نقد این وبسایت آمده‌است: «انتقام‌جویان: عصر اولتران پرهیجان و چشم‌نواز است و با وجود بیش از حد بودن [برخی جزئیات]، یک دنبالهٔ رضایت‌بخش است که در آن بازیگران بی‌شمار فیلم قبلی به همراه چند بازیگر جدید حضور دارند و دشمنی شایسته نیز در فیلم حضور دارد». وبسایت متاکریتیک بر پایهٔ نظرات ۴۹ منتقد نمرهٔ ۶۶ از ۱۰۰ را به فیلم داده است و نظرات را «عموماً مثبت» توصیف کرده‌است. سینما سکور هم گزارش کرد که تماشاگران بر مقیاس +A تا F نمرهٔ A به فیلم داده‌اند.
تاد مک‌کارتی از هالیوود ریپورتر نوشت: «انتقام‌جویان: عصر اولتران در امر ساختن یک رقیب قوی برای فیلم‌های ابرقهرمانی دیگر موفق عمل می‌کند و البته چند چیز را برای فیلم‌های بعدی نگه می‌دارد؛ با این حال صحنه‌های اکشن این فیلم در حد و اندازه [فیلم قبلی] نیستند». اسکات فاندس در ورایتی نوشت: «اگر این همان ایزدانگاری صنعت سرگرمی‌سازی و استودیوهای فیلم‌سازی است، باید بگویم که اصلاً بد نیست. بر خلاف شخصیت اصلی‌اش [اولتران]، این فیلم قطعاً روح دارد». ریچارد روپر در شیکاگو سان-تایمز با دادن سه و نیم از چهار ستاره به فیلم نوشت: «یک روز، فیلم انتقام‌جویان زیر بار هیجانش گسیخته می‌شود. منظورم این است که آن‌ها چند بار می‌خواهند دنیا را نجات بدهند؟ با این حال امروز آن روز نیست».

## دنباله‌ها
انتقام‌جویان: جنگ ابدیت دنبالهٔ مستقیم عصر اولتران خواهد بود که به همراه دنبالهٔ بدون نامش، آنتونی و جو روسو کارگردانی آن‌ها را بر عهده داشتند و کریستوفر مارکوس و استیون مک‌فیلی فیلم‌نامه‌شان را به رشتهٔ تحریر درآوردند. جنگ ابدیت ۴ مهٔ ۲۰۱۸ منتشر می‌شود و دنبالهٔ آن نیز در ۳ مهٔ ۲۰۱۹ اکران خواهد شد. داونی، اوانز، همسورث، روفالو، اولسن، بتانی، جوهانسون، هیدلستون، برولین، مکی، چیدل، رنر و جکسون همگی به ترتیب نقش‌های مرد آهنی، کاپیتان آمریکا، ثور، هالک، جادوگر سرخ، ویژن، عنکبوت سیاه، لوکی، تانوس، شاهین، ماشین جنگ، شاهین‌چشم و فیوری را تکرار خواهند کرد. همچنین کریس پرت، زویی سالدانا، پام کلمنتیئف، کارن گیلان، دیوید باتیستا، بردلی کوپر، وین دیزل، بندیکت کامبربچ، سباستین استن، تام هالند، چادویک بوزمن و پل راد که پیش از این در فیلم‌های دیگر دنیای سینمایی مارول حضور داشته‌اند، در این فیلم نیز نقش‌های قبلی خود در این دنیا را که به ترتیب استار-لرد، گامورا، مانتیس، نبیولا، درکس د دسترویر، راکت راکون، گوروت، دکتر استرنج، باکی بارنز، مرد عنکبوتی، پلنگ سیاه و مرد مورچه‌ای می‌باشد، تکرار خواهند کرد.